# Sciopero delle donne islandesi del 1975
Lo sciopero delle donne islandesi (in islandese: Kvennafrídagurinn) è stato uno sciopero avvenuto il 24 ottobre 1975 in Islanda. Partecipò circa il 90% delle donne islandesi al fine di sensibilizzare l'opinione pubblica circa l'importanza del lavoro femminile per la società e l'economia islandese, protestando contro la disuguaglianza salariale e le ingiuste condizioni lavorative. Le partecipanti, per tutta la giornata, non andarono a lavorare, né svolsero il lavoro casalingo, né si occuparono dell'educazione dei figli. 

## Storia
Prima del 1975, lo stipendio delle donne islandesi che lavoravano fuori casa era circa il 60% più basso di quello di un uomo. Molte altre donne non potevano invece trovare lavoro perché erano occupate nel lavoro casalingo e nell'educazione dei figli.
Le Nazioni Unite annunciarono che il 1975 sarebbe stato l'Anno Internazionale delle Donne. Cinque delle maggiori organizzazioni per i diritti delle donne inviarono delle rappresentanti per formare un comitato che organizzasse gli eventi dell'anno. Una rappresentante del gruppo chiamato Redstockings avanzò la proposta di una giornata di sciopero. Il comitato decise di chiamare lo sciopero "giorno libero" dato che questa formula era più gradevole e sarebbe stata più efficace nel coinvolgere le masse. Inoltre, alcune donne sarebbero state licenziate per partecipare allo sciopero.
Le organizzazioni delle donne sparsero la voce sul Giorno Libero in tutto il paese. Le organizzatrici dello sciopero fecero in modo che le stazioni radio, televisive ed i giornali trattassero storie basate sulla discriminazione di genere e degli stipendi più bassi per le donne. L'evento guadagnò l'attenzione internazionale.

## Il Giorno Libero delle donne
Il 24 ottobre 1975 le donne islandesi non andarono a lavorare, né svolsero il lavoro casalingo, né si occuparono dell'educazione dei figli. Il 90 % delle donne partecipò al giorno libero, incluse quelle delle comunità rurali. Come risultato, diversi settori  in cui la maggior parte dei lavoratori erano donne chiusero durante tutta la giornata: non ci fu servizio telefonico ed i giornali non furono stampati, i teatri chiusero tutta la giornata perché le attrici si rifiutarono di lavorare, anche le scuole chiusero o "operarono con capacità limitata", i voli furono cancellati, i dirigenti di banca dovettero lavorare come cassieri per mantenere le banche aperte e le aziende di prodotti ittici chiusero.
Durante il Giorno Libero, 25.000 donne su 200.000 abitanti in Islanda si riunirono nel centro di Reykjavík per la manifestazione: le donne ascoltarono le oratrici, cantarono e discussero tra di loro su cosa si sarebbe dovuto fare per raggiungere l'uguaglianza di genere in Islanda. Ci furono diverse oratrici, inclusa una casalinga, due parlamentari, una rappresentante del movimento delle donne ed una lavoratrice. L'ultimo discorso della giornata fu di Aðalheiður Bjarnfreðsdóttir, che "rappresentava Sókn, il sindacato per le donne meno pagate d'Islanda."
I datori di lavoro si prepararono per la giornata senza donne, comprando dolci, matite e quaderni per intrattenere i bambini che sarebbero stati portati al lavoro dai loro padri. Gli uomini furono obbligati a portare i propri figli al lavoro e a dare loro da mangiare, essendo chiusi tutti gli asili nido.
Lo sciopero durò fino alla mezzanotte, momento in cui le compositrici tipografiche tornarono al lavoro per far uscire i giornali. Non fu una stampa molto corposa e fu composta solo da articoli relazionati con lo sciopero.

## Conseguenze
Le donne raggiunsero il loro obiettivo di mostrare all'Islanda il loro valore spegnendo il paese per una giornata intera. Il Giorno Libero "aprì gli occhi di molti uomini" e per questo venne chiamato "il lungo venerdì".
L'anno successivo, "il parlamento islandese approvò una legge per garantire l'uguaglianza di diritti tra donne ed uomini". Sebbene questa legge del 1976 "fece poco per cambiare la disuguaglianza salariale ed occupazionali per le donne", fu un gran passo politico verso la vera uguaglianza. Le scioperanti raggiunsero i loro obiettivi e dimostrarono l'innegabile importanza delle donne e del loro lavoro in Islanda. Inoltre lo sciopero aprì la strada per l'elezione di Vigdís Finnbogadóttir, la prima donna al mondo eletta democraticamente come Presidente della Repubblica.
Ogni dieci anni dell'anniversario del Giorno Libero, le donne smettono di lavorare prima per "dimostrare l'importanza della loro posizione e continuare nella lotta per l'uguaglianza." Nel 1975 le donne scioperanti lasciarono il lavoro alle 14:05, e nel 2005 lo lasciarono alle 14:08, rispecchiando il piccolo progresso fatto in 30 anni. Incrementando la frequenza degli scioperi, nel 2010 lasciarono il lavoro alle 14:25 e nel 2016 alle 14:38. Molte donne presero parte al Viking Clap fuori l'Althing.

## L'eredità
Le proteste in Polonia nel 2016 per l'aborto libero si basarono nello sciopero islandese del 1975.